# Ibateguara
Ibateguara este un oraș în statul Alagoas (AL) din Brazilia.